# ینی‌کوی (امیرداغ)
ینی‌کوی (به ترکی استانبولی: Yeniköy) یک منطقهٔ مسکونی در ترکیه است که در امیرداغ واقع شده‌است.